# Fabiusz
Fabiusz – imię męskie pochodzenia łacińskiego. Wywodzi się nazwy rzymskiego rodu Fabiuszów, która z kolei pochodzi od łacińskiego faba - "bób". Wśród patronów tego imienia — św. Fabiusz, wspominany razem ze swoimi towarzyszami, św. Bassusem, Maksymem i Antymem. 
Fabiusz imieniny obchodzi 11 maja i 31 lipca.
Żeński odpowiednik: Fabia
Znane osoby noszące imię Fabiusz:
- Fabio Cannavaro – włoski piłkarz
- Fabio Capello – włoski piłkarz
- Fabio Casartelli – włoski kolarz
- Fabio Costa de Brito – brazylijski piłkarz
- Fabio Grosso – włoski piłkarz
- Fabio Lanzoni – włoski model i aktor
- Fabio Lione – wokalista zespołu Rhapsody
- Fabio Pusterla – szwajcarski poeta, tłumacz i eseista, tworzący w języku włoskim
- Fabio Quagliarella – włoski piłkarz
- Antônio Fábio Francez Cavalcante, pseudonim Fabinho – brazylijski piłkarz
- Fabiusz Piktor – historyk rzymski
- Fabiusz Maksimus – rzymski konsul i wódz

Znane osoby noszące nazwisko Fabiusz:
- Laurent Fabius